# Tyja
De Tyja (Russisch: Тыя) is een rivier in Rusland die uitmondt in het Baikalmeer. De Tyja is tot aan haar monding een wildwaterrivier en is bijgevolg niet bevaarbaar. 
De benaming komt uit het Evenks (taal van de Evenken) en betekent hond of slechte plaats. 

## Stroomverloop
- De bron van de rivier ligt ongeveer 100 km noordnoordoostelijk van Severobajkalsk. Van daaruit stroomt ze naar de samenloop met de Goudschekit (Гоуджекит) nabij de gelijknamige nederzetting op 20 kilometer van de monding waar zich warmwaterbronnen bevinden.
- Vanaf hier stroomt ze verder in noordelijke richting naar de monding waarbij ze tussen Goudschekit en Severobajaksk parallel met rails van de Baikal-Amoerspoorweg loopt.
- Aan de monding in het noordelijke deel van het Baikalmeer vormt de Tyja een kleine delta waaraan aan de oostelijke zijde de stad Severobajkalsk gesticht werd.

## Stroomgebied
De Tyja behoort tot het stroomgebied van de Angara en vormt de noordwestelijke grens met het stroomgebied van de Lena. 

## Zijrivieren
- Njurundukan (Нюрундукан) – linker zijrivier
- Sekelikan (Секеликан) – rechter zijrivier
- Goudzjekit (Гоуджекит) – rechter zijrivier
- Gorbylak (Горбылак) – rechter zijrivier

## Plaatsen
Aan de Tyja bevinden zich de volgende plaatsen:
- In het brongebied de dorpen Osjornij (Озерный), Zentralnij (Центральный) en Pereval (Перевал)
- Tyja (Station aan de Baikal-Amoerspoorweg bij de samenvloeiing met de Goudschekit
- Severobajkalsk (Boerjatië)